# Penck-Mulde
Die Penck-Mulde (norwegisch Pencksøkket, englisch Penck Trough) ist ein breiter, vereister und rund 100 km langer Talkessel im ostantarktischen Königin-Maud-Land. Er erstreckt sich in südwestlich-nordöstlicher Ausdehnung zwischen dem Borg-Massiv und dem nordöstlichen Abschnitt der Kirwanveggen.
Teilnehmern der Deutschen Antarktischen Expedition (1938–1939) unter der Leitung Alfred Ritschers entdeckten ihn. Ritscher benannte das Tal nach dem deutschen Geografen Albrecht Penck (1858–1945). Eine detaillierte Kartierung des Gebiets erfolgte im Zuge der Norwegisch-Britisch-Schwedischen Antarktisexpedition (1949–1952).